# Вальдовіньйо
Вальдовіньйо (гал. Valdoviño, ісп. Valdoviño) — муніципалітет в Іспанії, у складі автономної спільноти Галісія, у провінції Ла-Корунья. Населення — 6978 осіб (2009).
Муніципалітет розташований на відстані близько 510 км на північний захід від Мадрида, 32 км на північний схід від Ла-Коруньї.
Муніципалітет складається з таких паррокій: Лаго, Лойра, Мейрас, Пантін, Сан-Бартоло, О-Секейро, Вальдовіньйо, Вілабоа, Віларрубе.

## Демографія
Динаміка населення (INE ):

## Галерея зображень

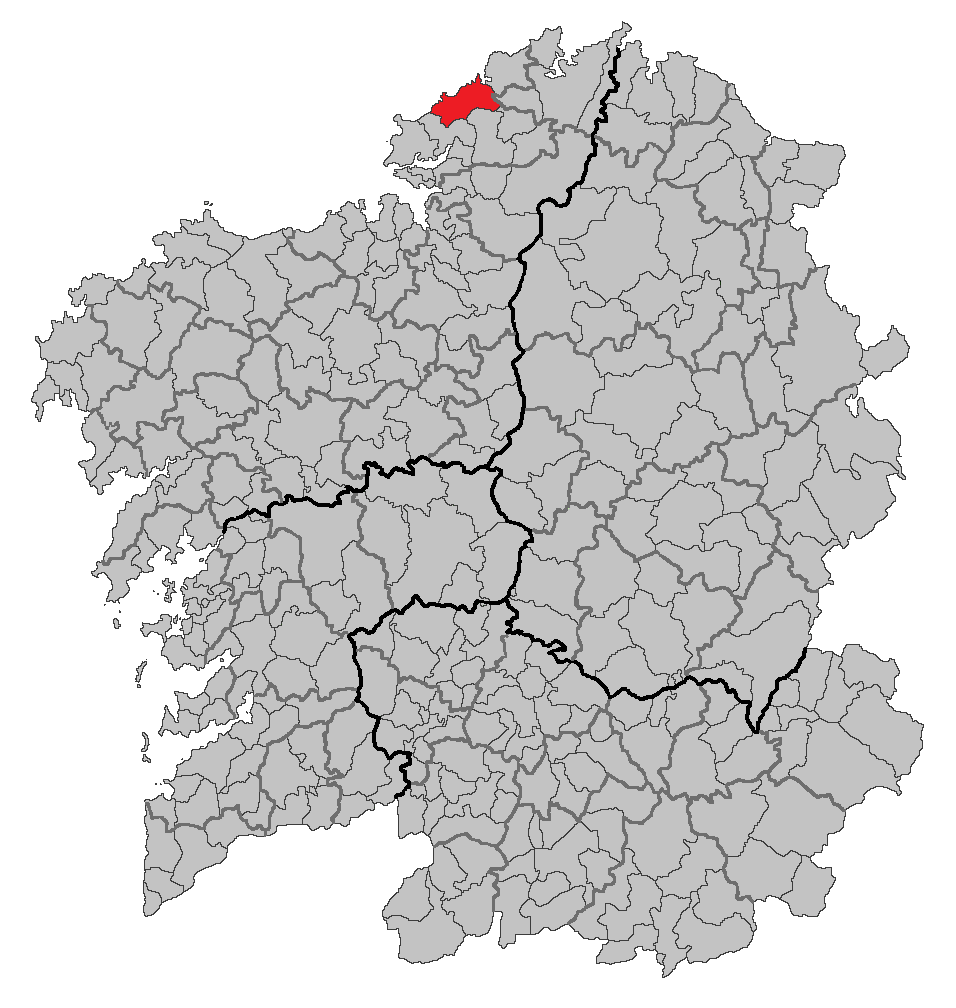
Розташування муніципалітету